# Jerzy Zabielski
Jerzy Feliks Zabielski (* 28. März 1897 in Warschau; † 19. November 1958 ebenda) war ein polnischer Säbelfechter.

## Leben
Jerzy Zabielski nahm an zwei Olympischen Spielen teil. 1924 schied er mit der Säbel-Mannschaft in der Vorrunde aus, während er 1928 in Amsterdam mit der polnischen Equipe die Finalrunde erreichte, die er hinter Italien und Ungarn auf dem dritten Platz abschloss. Gemeinsam mit Kazimierz Laskowski, Aleksander Małecki, Tadeusz Friedrich, Władysław Segda und Adam Papée erhielt er somit die Bronzemedaille.
Er kämpfte im Polnisch-Sowjetischen Krieg und studierte im Anschluss an der Jagiellonen-Universität. 1935 wurde er zum Hauptmann befördert. Während des Zweiten Weltkriegs kämpfte Zabielski beim Überfall auf Polen bei der polnischen Armee und schloss sich später den Polnischen Streitkräften im Westen an. Nach dem Krieg blieb er zunächst im Vereinigten Königreich und kehrte erst 1958 nach Polen zurück, wo er noch im selben Jahr starb.